# Lithacodia mirella
Lithacodia mirella är en fjärilsart som beskrevs av William Schaus 1904. Lithacodia mirella ingår i släktet Lithacodia och familjen nattflyn. Inga underarter finns listade i Catalogue of Life.